# Isaäk I Komnenos
Isaäk I Komnenos (Grieks: Ισαάκιος Α΄ Κομνηνός, Isaakios I Komnēnos) was keizer van Byzantium in 1057-1059. Isaäk was de eerste telg uit het Komnenengeslacht die keizer werd.
Zijn voorganger Michael VI was een miserabele keizer die aan alle eisen van de verwende hofhouding probeerde te voldoen.
Isaäk vertegenwoordigde de legerleiding die zich achtergesteld en miskend voelde. Hij kwam al snel in conflict met de Patriarch, die geen enkele inmenging in kerkzaken van enige keizer meer duldde. Uiteindelijk wist raadsman en staatssecretaris Psellus hem ervan te overtuigen dat hij beter kon aftreden. Hij verdween in een klooster.
Na hem zette de burgerlijke partij van Psellus, in samenwerking met de kerk, Constantijn X Doukas op de troon.